# Aleida Assmann
Pour les articles homonymes, voir Assmann.
Aleida Assmann, née le 22 mars 1947 à Gadderbaum, un quartier situé à  Bielefeld, est une égyptologue allemande, professeure à l'université de Constance.

## Biographie
Aleida Assmann est la fille du bibliste et théologien allemand  Günther Bornkamm et de son épouse Elisabeth, née Zinn (1908-1995). Elle étudie de 1966 à 1972 l'anglais et l'égyptologie à l'université de Heidelberg et à l'université de Tübingen. En 1977, elle obtient son doctorat en langue et littérature anglaise à l'université de Heidelberg avec une thèse sur la légitimité de la fiction.
En 1992, elle obtient une habilitation à la Faculté des langues modernes à l'université de Heidelberg ; en 1993, elle est nommée à la chaire d'anglais et de littérature générale à l'université de Constance.
En 2001, elle devient professeure invitée de l'université de Princeton dans le New Jersey, à l'université Yale de New Haven en 2002, 2003 et 2005 et à l'université de Chicago en 2007. Au semestre d'été 2005, elle est professeure invitée à l'université de Vienne.
Aleida Assmann  publie de nombreux ouvrages sur la littérature anglaise et l'archéologie. Depuis les années 1990, ses recherches portent sur l'anthropologie culturelle, en particulier la mémoire culturelle, la mémoire et l'oubli.
Elle est par ailleurs mariée avec l'égyptologue Jan Assmann et qui fait également des recherches. Le couple a cinq enfants, publie régulièrement ensemble et obtient en 2017 le prix Balzan pour les études sur la mémoire collective et en 2018 le prix de la paix des libraires allemands. 

## Distinctions et récompenses
- Membre de l'Académie des sciences de Berlin-Brandebourg depuis 1998
- Membre correspondant de l'Académie des sciences de Göttingen depuis 1999
- Bourse de recherche Philip Morris pour les sciences humaines 1999
- Membre correspondant de l'Académie autrichienne des sciences depuis 2001
- Membre de la section culturelle de l'Académie allemande des sciences Leopoldina, Halle depuis 2004
- Docteur honoris causa, université d'Oslo en 2008
- Max-Planck-Forschungspreis 2009
- Ring d'honneur Paul Watzlawick en 2009
- 2017 : co-récipiendaire, avec son époux Jan Assmann, du prix Balzan.

## Publications
- (de) Erinnerungsräume. Formen und Wandlungen des kulturellen Gedächtnisses, C. H. Beck, Munich, 1999 (3. Aufl. 2006),  (ISBN 3-406-50961-4)
- (de) Einführung in die Kulturwissenschaft. Grundbegriffe, Themen, Fragestellungen, Erich Schmidt, Berlin 2006
- (de) Der lange Schatten der Vergangenheit. Erinnerungskultur und Geschichtspolitik, C. H. Beck, Munich, 2006, in 'Zeitschrift für Geschichtswissenschaft (Berlin), 55 (2007), p. 389-391
- (de) Engführung des kulturellen Gedächtnisses. Die Germanistik in Deutschland steht im Banne eines post-traumatischen Literaturkanons, in Frankfurter Rundschau, 23 avril 2002.